# Tetrastichium virens
Tetrastichium virens (Card.) S.P.Churchill é um musgo pleurocárpico (briófito) pertencente à família Leucomiaceae.